# 미국의 대통령 배우자 목록
미국의 영부인은 백악관의 안주인이다. 이 직위는 전통적으로 미국 대통령의 배우자가 맡지만, 대통령이 독신이거나 홀아비이거나, 대통령의 배우자가 영부인의 의무를 수행할 수 없는 경우와 같이 대통령의 배우자가 아닌 여성이 이 직함을 맡는 경우도 있었다. 영부인은 선출직이 아니며, 공식적인 임무도 없고 급여도 받지 않는다. 그럼에도 불구하고 그녀는 대통령과 동반하거나 대신하여 많은 공식적인 국가 의례 및 행사에 참석한다. 전통적으로 영부인은 재임 중 외부 직업을 갖지 않지만, 엘리너 루스벨트는 글을 쓰고 강연을 하여 돈을 벌었으나 대부분을 자선 단체에 기부했고, 질 바이든은 재임 기간 동안 교육자로서의 정규직을 유지했다. 영부인은 백악관 사교 비서, 비서실장, 대변인, 백악관 수석 플로리스트, 백악관 수석 요리사를 포함한 자신만의 직원을 둔다. 영부인실은 또한 백악관의 모든 사교 및 의례 행사를 담당하며 대통령실의 한 부서이다.
총 47명의 영부인 중 공식적으로 44명, 대행으로 11명을 포함하여 총 55명의 영부인이 있었다. 이러한 불일치는 일부 대통령이 여러 명의 영부인을 두었기 때문에 발생한다. 도널드 트럼프의 2025년 1월 20일 취임 이후 그의 아내인 멜라니아 트럼프는 제44대 공식 영부인이 되었다.
현재 살아있는 전직 영부인은 4명이다: 빌 클린턴의 배우자인 힐러리 클린턴, 조지 W. 부시의 배우자인 로라 부시, 버락 오바마의 배우자인 미셸 오바마, 조 바이든의 배우자인 질 바이든. 최근에 사망한 영부인은 지미 카터의 배우자인 로절린 카터이다. 최초의 영부인은 조지 워싱턴의 배우자인 마사 워싱턴이었다. 존 타일러와 우드로 윌슨 대통령은 두 명의 공식 영부인을 두었는데, 둘 다 대통령 임기 중 재혼했다. 네 명의 대통령 배우자는 남편이 취임하기 전에 사망했지만 백악관과 국립 영부인 도서관에서는 여전히 영부인으로 간주된다: 토머스 제퍼슨의 배우자인 마사 웨일스 스켈턴, 앤드루 잭슨의 배우자인 레이첼 잭슨, 마틴 밴 뷰런의 배우자인 해나 밴 뷰런, 그리고 체스터 A. 아서의 배우자인 엘런 루이스 허든 아서. 대통령과 결혼하지 않았지만 공식 영부인으로 간주되는 한 여성은 독신인 제임스 뷰캐넌의 조카인 해리엇 레인이다. 백악관 안주인으로 봉사한 다른 비배우자 친척들은 영부인 도서관에 의해 인정되지 않는다.
2007년에 미국 조폐국은 퍼스트 스파우스 프로그램에 따라 영부인들의 초상화가 앞면에 새겨진 0.5온스 10달러 금화 세트를 발행하기 시작했다. 대통령이 배우자 없이 재임했을 때, 해당 시대의 유통 주화에 묘사된 자유를 상징하는 앞면 이미지와 해당 대통령의 삶의 주제를 상징하는 뒷면 이미지가 있는 금화가 발행되었다. 이는 토머스 제퍼슨, 앤드루 잭슨, 마틴 밴 뷰런, 제임스 뷰캐넌의 영부인들을 위한 주화에는 해당되지만, 체스터 A. 아서의 영부인을 위한 주화에는 해당되지 않으며, 대신 여성 참정권 운동가 앨리스 폴을 묘사한다.

## 현존하는 영부인
2025년 6월 1일 기준 현존하는 영부인 (나이순):
- 로라 부시
 (2001–2009)
출생 1946년 11월 4일
(만 78년 287일)
- 힐러리 클린턴
(1993–2001)
출생 1947년 10월 26일
(만 77년 296일)
- 질 바이든
(2021–2025)
출생 1951년 6월 3일
(만 74년 76일)
- 미셸 오바마
(2009–2017)
출생 1964년 1월 17일
(만 61년 213일)
- 멜라니아 트럼프
(2017–2021) & (2025–현재)
출생 1970년 4월 26일
(만 55년 114일)[14]

## 목록
이 목록에는 현직 대통령과 결혼했는지 여부에 관계없이 영부인으로 재직한 모든 사람과 공식 백악관 웹사이트 보관됨 2017-12-14 - 웨이백 머신 및 백악관 역사 협회에서 영부인으로 간주하는 사람들이 포함된다. 이 목록은 영부인들이 일반적으로 알려진 이름으로 정렬되어 있다.
| 대통령 번호 | 초상화                           | 이름                                                                                              | 재임 기간                           | 재임 시작 시 나이 | 대통령 (별도 명시가 없으면 배우자)                        |
| ----------- | -------------------------------- | ------------------------------------------------------------------------------------------------- | ----------------------------------- | ----------------- | --------------------------------------------------------- |
| 1           | 마사 워싱턴 초상화               | 마사 워싱턴 1731년 6월 2일 – 1802년 5월 22일 (70세)                                               | 1789년 4월 30일 – 1797년 3월 4일    | 57년 321일        | 조지 워싱턴 결혼 1759년 1월 6일                           |
| 2           | 애비게일 애덤스의 초상화         | 애비게일 애덤스 1744년 11월 22일 – 1818년 10월 28일 (73세)                                        | 1797년 3월 4일 – 1801년 3월 4일     | 52년 102일        | 존 애덤스 결혼 1764년 10월 25일                           |
| 3           | 마사 제퍼슨의 초상화             | 마사 제퍼슨 1772년 9월 27일 – 1836년 10월 10일 (64세)                                             | 1801년 3월 4일 – 1809년 3월 4일     | 28년 158일        | 토머스 제퍼슨 아버지                                      |
| 4           | 돌리 매디슨의 초상화             | 돌리 매디슨 1768년 5월 20일 – 1849년 7월 12일 (81세)                                              | 1809년 3월 4일 – 1817년 3월 4일     | 40년 288일        | 제임스 매디슨 결혼 1794년 9월 14일                        |
| 5           | 엘리자베스 먼로의 초상화         | 엘리자베스 먼로 1768년 6월 30일 – 1830년 9월 23일 (62세)                                          | 1817년 3월 4일 – 1825년 3월 4일     | 48년 247일        | 제임스 먼로 결혼 1786년 2월 16일                          |
| 6           | 루이사 애덤스의 초상화           | 루이사 애덤스 출생 국가: 그레이트브리튼 왕국 (현재 영국) 1775년 2월 12일 – 1852년 5월 15일 (77세) | 1825년 3월 4일 – 1829년 3월 4일     | 50년 20일         | 존 퀸시 애덤스 결혼 1797년 7월 26일                       |
| 7           |                                  | 에밀리 도넬슨 1807년 6월 1일 – 1836년 12월 19일 (29세)                                            | 1829년 3월 4일 – 1834년 11월 26일   | 21년 276일        | 앤드루 잭슨 처숙부                                        |
| 7           |                                  | 사라 잭슨 1803년 7월 16일 – 1887년 8월 23일 (84세)                                                | 1834년 11월 26일 – 1837년 3월 4일   | 31년 133일        | 앤드루 잭슨 시아버지                                      |
| 8           | 공석                             | 공석                                                                                              | 1837년 3월 4일 – 1838년 11월 27일   | 공석              | 마틴 밴 뷰런 홀아비                                       |
| 8           | 안젤리카 싱글턴 밴 뷰런의 초상화 | 사라 밴 뷰런 1818년 2월 13일 – 1877년 12월 29일 (59세)                                            | 1838년 11월 27일 – 1841년 3월 4일   | 20년 287일        | 마틴 밴 뷰런 시아버지                                     |
| 9           | 애나 투틸 해리슨의 초상화        | 애나 해리슨 1775년 7월 25일 – 1864년 2월 25일 (88세)                                              | 1841년 3월 4일 – 1841년 4월 4일     | 65년 222일        | 윌리엄 헨리 해리슨 결혼 1795년 11월 25일                  |
| 9           | 제인 어윈 해리슨의 초상화        | 제인 해리슨 1804년 7월 23일 – 1847년 5월 11일 (42세)                                              | 1841년 3월 4일 – 1841년 4월 4일     | 36년 224일        | 윌리엄 헨리 해리슨 시아버지                               |
| 10          | 레티샤 타일러의 초상화           | 레티샤 타일러 1790년 11월 12일 – 1842년 9월 10일 (51세)                                           | 1841년 4월 4일 – 1842년 9월 10일 †  | 50년 143일        | 존 타일러 결혼 1813년 3월 29일                            |
| 10          | 프리실라 쿠퍼 타일러의 초상화    | 프리실라 타일러 1816년 6월 14일 – 1889년 12월 29일 (73세)                                         | 1842년 9월 10일 – 1844년 6월 26일   | 26년 88일         | 존 타일러 시아버지                                        |
| 10          | 줄리아 타일러의 초상화           | 줄리아 타일러 1820년 5월 4일 – 1889년 7월 10일 (69세)                                             | 1844년 6월 26일 – 1845년 3월 4일    | 24년 53일         | 존 타일러 결혼 1844년 6월 26일 대통령 재임 중 결혼        |
| 11          | 사라 포크의 초상화               | 사라 포크 1803년 9월 4일 – 1891년 8월 14일 (87세)                                                 | 1845년 3월 4일 – 1849년 3월 4일     | 41년 181일        | 제임스 K. 포크 결혼 1824년 1월 1일                        |
| 12          | 마가렛 테일러의 초상화           | 마가렛 "페기" 테일러 1788년 9월 21일 – 1852년 8월 14일 (63세)                                     | 1849년 3월 4일 – 1850년 7월 9일     | 60년 164일        | 재커리 테일러 결혼 1810년 6월 21일                        |
| 13          | 애비게일 필모어의 초상화         | 애비게일 필모어 1798년 3월 13일 – 1853년 3월 30일 (55세)                                          | 1850년 7월 9일 – 1853년 3월 4일     | 52년 118일        | 밀러드 필모어 결혼 1826년 2월 5일                         |
| 14          | 제인 피어스의 판화               | 제인 피어스 1806년 3월 12일 – 1863년 12월 2일 (57세)                                              | 1853년 3월 4일 – 1857년 3월 4일     | 46년 357일        | 프랭클린 피어스 결혼 1834년 11월 19일                     |
| 15          | 해리엇 레인의 초상화             | 해리엇 레인 1830년 5월 9일 – 1903년 7월 3일 (73세)                                                | 1857년 3월 4일 – 1861년 3월 4일     | 26년 299일        | 제임스 뷰캐넌 숙부                                        |
| 16          | 메리 링컨의 초상화               | 메리 링컨 1818년 12월 13일 – 1882년 7월 16일 (63세)                                               | 1861년 3월 4일 – 1865년 4월 15일    | 42년 81일         | 에이브러햄 링컨 결혼 1842년 11월 4일                      |
| 17          | 엘리자 존슨의 초상화             | 엘리자 존슨 1810년 10월 4일 – 1876년 1월 15일 (65세)                                              | 1865년 4월 15일 – 1869년 3월 4일    | 54년 193일        | 앤드루 존슨 결혼 1827년 5월 17일                          |
| 18          | 줄리아 그랜트의 초상화           | 줄리아 그랜트 1826년 1월 26일 – 1902년 12월 14일 (76세)                                           | 1869년 3월 4일 – 1877년 3월 4일     | 43년 37일         | 율리시스 S. 그랜트 결혼 1848년 8월 22일                   |
| 19          | 루시 헤이스의 초상화             | 루시 헤이스 1831년 8월 28일 – 1889년 6월 25일 (57세)                                              | 1877년 3월 4일 – 1881년 3월 4일     | 45년 188일        | 러더퍼드 B. 헤이스 결혼 1852년 12월 30일                  |
| 20          | 루크레티아 가필드의 초상화       | 루크레티아 가필드 1832년 4월 19일 – 1918년 3월 14일 (85세)                                        | 1881년 3월 4일 – 1881년 9월 19일    | 48년 319일        | 제임스 A. 가필드 결혼 1858년 11월 11일                    |
| 21          | 메리 아서 맥엘로이의 초상화      | 메리 맥엘로이 1841년 7월 5일 – 1917년 1월 8일 (75세)                                              | 1881년 9월 19일 – 1885년 3월 4일    | 40년 76일         | 체스터 A. 아서 남동생                                     |
| 22          | 로즈 클리블랜드의 초상화         | 로즈 클리블랜드 1846년 6월 13일 – 1918년 11월 22일 (72세)                                         | 1885년 3월 4일 – 1886년 6월 2일     | 38년 264일        | 그로버 클리블랜드 남동생                                  |
| 22          | 프랜시스 클리블랜드의 초상화     | 프랜시스 클리블랜드 1864년 7월 21일 – 1947년 10월 29일 (83세)                                     | 1886년 6월 2일 – 1889년 3월 4일     | 21년 316일        | 그로버 클리블랜드 결혼 1886년 6월 2일 대통령 재임 중 결혼 |
| 23          | 캐롤라인 해리슨의 초상화         | 캐롤라인 해리슨 1832년 10월 1일 – 1892년 10월 25일 (60세)                                         | 1889년 3월 4일 – 1892년 10월 25일 † | 56년 154일        | 벤저민 해리슨 결혼 1853년 10월 20일                       |
| 23          | 메리 해리슨 매키의 초상화        | 메리 해리슨 매키 1858년 4월 3일 – 1930년 10월 28일 (72세)                                         | 1892년 10월 25일 – 1893년 3월 4일   | 34년 205일        | 벤저민 해리슨 아버지                                      |
| 24          | 프랜시스 클리블랜드의 초상화     | 프랜시스 클리블랜드 1864년 7월 21일 – 1947년 10월 29일 (83세)                                     | 1893년 3월 4일 – 1897년 3월 4일     | 28년 226일        | 그로버 클리블랜드 결혼 1886년 6월 2일 1913년 재혼         |
| 25          | 아이다 매킨리의 초상화           | 아이다 매킨리 1847년 6월 8일 – 1907년 5월 26일 (59세)                                             | 1897년 3월 4일 – 1901년 9월 14일    | 49년 269일        | 윌리엄 매킨리 결혼 1871년 1월 25일                        |
| 26          | 에디스 루스벨트의 초상화         | 에디스 루스벨트 1861년 8월 6일 – 1948년 9월 30일 (87세)                                           | 1901년 9월 14일 – 1909년 3월 4일    | 40년 39일         | 시어도어 루스벨트 결혼 1886년 12월 2일                    |
| 27          | 헬렌 태프트의 초상화             | 헬렌 "넬리" 태프트 1861년 6월 2일 – 1943년 5월 22일 (81세)                                        | 1909년 3월 4일 – 1913년 3월 4일     | 47년 275일        | 윌리엄 H. 태프트 결혼 1886년 6월 19일                     |
| 28          | 엘런 윌슨의 초상화               | 엘런 윌슨 1860년 5월 15일 – 1914년 8월 6일 (54세)                                                 | 1913년 3월 4일 – 1914년 8월 6일 †   | 52년 293일        | 우드로 윌슨 결혼 1885년 6월 24일                          |
| 28          | 마가렛 우드로 윌슨의 초상화      | 마가렛 윌슨 1886년 4월 16일 – 1944년 2월 12일 (57세)                                              | 1914년 8월 6일 – 1915년 12월 18일   | 28년 112일        | 우드로 윌슨 아버지                                        |
| 28          | 에디스 윌슨의 초상화             | 에디스 윌슨 1872년 10월 15일 – 1961년 12월 28일 (89세)                                            | 1915년 12월 18일 – 1921년 3월 4일   | 43년 64일         | 우드로 윌슨 결혼 1915년 12월 18일 대통령 재임 중 결혼     |
| 29          | 플로렌스 하딩의 초상화           | 플로렌스 하딩 1860년 8월 15일 – 1924년 11월 21일 (64세)                                           | 1921년 3월 4일 – 1923년 8월 2일     | 60년 201일        | 워런 G. 하딩 결혼 1891년 7월 8일                          |
| 30          | 그레이스 쿨리지                  | 그레이스 쿨리지 1879년 1월 3일 – 1957년 7월 8일 (78세)                                            | 1923년 8월 2일 – 1929년 3월 4일     | 44년 211일        | 캘빈 쿨리지 결혼 1905년 10월 4일                          |
| 31          | 루 후버의 초상화                 | 루 후버 1874년 3월 29일 – 1944년 1월 7일 (69세)                                                   | 1929년 3월 4일 – 1933년 3월 4일     | 54년 340일        | 허버트 후버 결혼 1899년 2월 10일                          |
| 32          | 엘리너 루스벨트의 초상화         | 엘리너 루스벨트 1884년 10월 11일 – 1962년 11월 7일 (78세)                                         | 1933년 3월 4일 – 1945년 4월 12일    | 48년 144일        | 프랭클린 D. 루스벨트 결혼 1905년 3월 17일                 |
| 33          | 베스 트루먼의 초상화             | 엘리자베스 "베스" 트루먼 1885년 2월 13일 – 1982년 10월 18일 (97세)                                | 1945년 4월 12일 – 1953년 1월 20일   | 60년 58일         | 해리 S. 트루먼 결혼 1919년 6월 28일                       |
| 34          | 매미 아이젠하워의 초상화         | 메리 "매미" 아이젠하워 1896년 11월 14일 – 1979년 11월 1일 (82세)                                  | 1953년 1월 20일 – 1961년 1월 20일   | 56년 67일         | 드와이트 D. 아이젠하워 결혼 1916년 7월 1일                |
| 35          | 재클린 케네디의 초상화           | 재클린 "재키" 케네디 1929년 7월 28일 – 1994년 5월 19일 (64세)                                     | 1961년 1월 20일 – 1963년 11월 22일  | 31년 176일        | 존 F. 케네디 결혼 1953년 9월 12일 1968년 재혼             |
| 36          | 레이디 버드 존슨의 초상화        | 클라우디아 "레이디 버드" 존슨 1912년 12월 22일 – 2007년 7월 11일 (94세)                           | 1963년 11월 22일 – 1969년 1월 20일  | 50년 335일        | 린든 B. 존슨 결혼 1934년 11월 17일                        |
| 37          | 팻 닉슨의 초상화                 | 셀마 "팻" 닉슨 1912년 3월 16일 – 1993년 6월 22일 (81세)                                           | 1969년 1월 20일 – 1974년 8월 9일    | 56년 310일        | 리처드 닉슨 결혼 1940년 6월 21일                          |
| 38          | 베티 포드의 초상화               | 엘리자베스 "베티" 포드 1918년 4월 8일 – 2011년 7월 8일 (93세)                                     | 1974년 8월 9일 – 1977년 1월 20일    | 56년 123일        | 제럴드 포드 결혼 1948년 10월 15일                         |
| 39          | 로절린 카터의 초상화             | 로절린 카터 1927년 8월 18일 – 2023년 11월 19일 (96세)                                             | 1977년 1월 20일 – 1981년 1월 20일   | 49년 155일        | 지미 카터 결혼 1946년 7월 7일                             |
| 40          | 낸시 레이건의 초상화             | 낸시 레이건 1921년 7월 6일 – 2016년 3월 6일 (94세)                                                | 1981년 1월 20일 – 1989년 1월 20일   | 59년 203일        | 로널드 레이건 결혼 1952년 3월 4일                         |
| 41          | 바버라 부시의 초상화             | 바버라 부시 1925년 6월 8일 – 2018년 4월 17일 (92세)                                               | 1989년 1월 20일 – 1993년 1월 20일   | 63년 226일        | 조지 H. W. 부시 결혼 1945년 1월 6일                       |
| 42          | 힐러리 로드햄 클린턴의 초상화    | 힐러리 클린턴 출생 1947년 10월 26일(77세)                                                         | 1993년 1월 20일 – 2001년 1월 20일   | 45년 86일         | 빌 클린턴 결혼 1975년 10월 11일                           |
| 43          | 로라 부시의 초상화               | 로라 부시 출생 1946년 11월 4일(78세)                                                              | 2001년 1월 20일 – 2009년 1월 20일   | 54년 77일         | 조지 W. 부시 결혼 1977년 11월 5일                         |
| 44          | 미셸 오바마의 초상화             | 미셸 오바마 출생 1964년 1월 17일(61세)                                                            | 2009년 1월 20일 – 2017년 1월 20일   | 45년 3일          | 버락 오바마 결혼 1992년 10월 3일                          |
| 45          | 멜라니아 트럼프의 사진           | 멜라니아 트럼프 출생 국가: 유고슬라비아 (현재 슬로베니아) 출생 1970년 4월 26일(55세)              | 2017년 1월 20일 – 2021년 1월 20일   | 46년 269일        | 도널드 트럼프 결혼 2005년 1월 22일                        |
| 46          |                                  | 질 바이든 출생 1951년 6월 3일(74세)                                                               | 2021년 1월 20일 – 2025년 1월 20일   | 69년 231일        | 조 바이든 결혼 1977년 6월 17일                            |
| 47          |                                  | 멜라니아 트럼프 출생 국가: 유고슬라비아 (현재 슬로베니아) 출생 1970년 4월 26일(55세)              | 2025년 1월 20일 – 현재              | 54년 269일        | 도널드 트럼프 결혼 2005년 1월 22일                        |

## 미국 대통령의 다른 배우자
미국 대통령의 특정 배우자들은 미국의 영부인으로 간주되지 않는다.
네 명의 대통령이 대통령직을 수행하기 전에 사별했다:
- 토머스 제퍼슨은 1772년부터 1782년 그녀가 사망할 때까지 마사 웨일스와 결혼했다.
- 앤드루 잭슨은 1794년부터 1828년 그녀가 사망할 때까지 레이첼 도넬슨과 결혼했다.
- 마틴 밴 뷰런은 1807년부터 1819년 그녀가 사망할 때까지 해나 호즈와 결혼했다.
- 체스터 A. 아서는 1859년부터 1880년 그녀가 사망할 때까지 엘런 루이스 허든과 결혼했다.

두 명의 대통령이 대통령직을 수행하기 전에 사별하고 재혼했다:
- 시어도어 루스벨트는 1880년부터 1884년 그녀가 사망할 때까지 앨리스 해서웨이 리와 결혼했다. 그는 이후 1886년부터 1919년 그가 사망할 때까지 에디스 캐로우와 결혼했다.
- 조 바이든은 1966년부터 1972년 그녀가 사망할 때까지 닐리아 헌터와 결혼했다. 그는 이후 1977년부터 질 제이콥스와 결혼했다.

두 명의 대통령이 대통령직을 수행하기 전에 이혼하고 재혼했다:
- 로널드 레이건은 1940년부터 1949년까지 제인 와이먼과 결혼했다. 그는 이후 1952년부터 2004년 그가 사망할 때까지 낸시 데이비스와 결혼했다.
- 도널드 트럼프는 1977년부터 1992년까지 이바나 젤니치코바와, 1993년부터 1999년까지 말라 메이플스와 결혼했다. 그는 이후 2005년부터 멜라니아 크나우스와 결혼했다.

두 명의 대통령이 대통령직을 수행한 후에 재혼했다:
- 밀러드 필모어는 1858년부터 1874년 그가 사망할 때까지 캐롤라인 카마이클 매킨토시와 결혼했다.
- 벤저민 해리슨은 1896년부터 1901년 그가 사망할 때까지 첫 번째 아내의 조카인 메리 스콧 로드 디미크와 결혼했다.

## 같이 보기
- 미국 대통령 배우자 및 영부인 관련 문헌
- 미국의 부통령 배우자
- 미국의 대통령 가족
- 미국 대통령의 자녀 목록
- 현재 미국의 영부인 및 배우자 목록
- 미국 영부인 회고록 목록
- 미국 대통령 목록
- 미국 영부인 최초 목록
- 캐나다 총리 배우자
- 멕시코의 영부인
- 분류:미국 영부인 대행

## 내용주
1. ↑  제퍼슨의 배우자인 마사 제퍼슨은 그가 대통령이 되기 전에 사망했다. 그의 딸 마사는 백악관 역사 협회에 의해 영부인으로 간주된다.
2. ↑  로버트와 프리실라 타일러는 1844년 3월에 백악관을 떠나 필라델피아로 갔는데, 이는 줄리아 가디너 타일러가 대통령과 결혼하여 새로운 백악관 안주인이 될 예정임을 알고 있었기 때문이다.[출처 필요] 타일러 대통령의 딸인 레티샤 타일러-셈플은 결혼식까지 백악관의 사교 업무를 맡았다.[출처 필요] 이는 타일러 대통령의 한 임기 동안 네 명의 여성이 영부인으로 재직했으며, 그중 두 명은 비공식적인 역할이었다는 것을 의미한다.[출처 필요] 셈플은 1844년 3월부터 6월까지 이 역할을 수행했다.[출처 필요]